# Ewa Małgorzata Tatar
Ewa Małgorzata Tatar (ur. 1981) – polska krytyk i historyk sztuki, kurator wystaw, feministka.

## Życiorys
Studiowała judaistykę (UJ), historię sztuki (UJ, UAM, Uniwersytet Masaryka w Brnie), psychoanalizę (SUNY at Buffalo), obecnie doktorantka w Instytucie Historii Sztuki UJ. Była stypendystką m.in. Małopolskiej Fundacji Stypendialnej Sapere Auso (2005), American Center Foundation (2007/8), Fundacji na Rzecz Nauki Polskiej (2010), SYLFF (2010/11).
Była redaktor naczelną "Ha!artu" (2008–2009). Redaktorka pism "Panoptikum" (od 2006) i "Obieg" (2008-2010), a także Linii Wizualnej Korporacji Ha!art (od 2007). Swoje teksty publikowała w antologiach, katalogach wystaw i czasopismach, m.in. "Obieg", "Ha!art", "Czas Kultury", "Panoptikum", "Kwartalnik Rzeźby Orońsko", "Rocznik Rzeźby", "Kresy", "Unigender", "Format", "Fort Sztuki", "Art & Biznes", "artPapier", "Dziennik. Polska, Europa, Świat", "Arte", "teksty.bunkier.com.pl", "Unigender", "Intertekst", "n.paradoxa".
Członkini Międzynarodowego Stowarzyszenia Krytyków Sztuki AICA i Stowarzyszenia Historyków Sztuki.
Pochodzi z Kielc, mieszka w Krakowie.
Wraz z Dominikiem Kuryłkiem kuratorka wystaw, m.in.:
- 2010 – Na wulkanie. Krzysztof Niemczyk, Galeria Lubelskiego Towarzystwa Zachęty Sztuk Pięknych, Lublin;
- 2009 – Joanna Pawlik, Teraz serca mam dwa, Delikatesy, Kraków;
- 2008/2009 – Przezroczyste ciała. Udział kobiet w życiu publicznym 1968/2008, Goethe Institute (współkuratorka z Katarzyną Czeczot i Dominikiem Kuryłkiem)
- 2005-2007 – Przewodnik w Muzeum Narodowym w Krakowie (Joanna Rajkowska, Elżbieta Jabłońska, Roman Dziadkiewicz, Hubert Czerepok);
- 2006 – Wiedźma Ple-Ple: (Agata Biskup, Basia Bańda, Małgorzata Butterwick, Anna-Maria Karczmarska, Lidka Krawczyk i Wojtek Kubiak, Małgorzata Markiewicz, Marta Pajek, Joanna Pawlik, efka_s, Bogna Sroka, Monika Szwed, Zorka Wollny), Galeria DLA, Toruń, Galeria Klimy Bocheńskiej w Warszawie;
- 2006 – Sacer (Anna-Maria Karczmarska, Tomasz Kozak), Otwarta Pracownia, Kraków;
- 2004 – Ładnie? O ładnym...: wystawa w ramach Miesiąca Fotografii w Krakowie (Małgorzata Butterwick, Kinga Dunikowska, Ewa Kaja, Anna-Maria Karczmarska, Michał Kowalski, Kamil Kuskowski, Anna Orlikowska, Anna Ostoja, Aleksandra Polisiewicz, Karol Radziszewski, Grzegorz Sztwiertnia, Zorka Wollny i Roman Dziadkiewicz, Grupa Sędzia Główny), Młyn nr 2 „Ziarno”, Kraków;
- 2004	– Grzegorz Sztwiertnia Teatr i Film, Fabryka Schindlera, Kraków.

## Publikacje
- Magdalena Drągowska, Dominik Kuryłek, Ewa Małgorzata Tatar, Krótka historia Grupy Ładnie, Kraków: "Korporacja Ha!art", 2008.
- Imhibition, red. Roman Dziadkiewicz, Ewa Małgorzata Tatar, Kraków: Muzeum Narodowe w Krakowie, "Korporacja Ha!art", 2006.
- Tekstylia bis, red. Piotra Mareckiego, Kraków: Korporacja Ha!art 2006 (redaktorka działu sztuka).